# Liste der Staatsoberhäupter 1897
Übersicht
◄◄ | ◄ | 1893 | 1894 | 1895 | 1896 | Liste der Staatsoberhäupter 1897 | 1898 | 1899 | 1900 | 1901 | ► | ►►

Weitere Ereignisse

## Afrika
- Ägypten (Teil des Osmanischen Reichs)
  - Khedive: Abbas II. (1892–1914)

- Äthiopien
  - Kaiser: Menelik II. (1889–1913)

- Buganda
  - Kabaka: Mwanga II. (1884–1888, 1889–1897)
  - Kabaka: Daudi Chwa II. (1897–1939)

- Bunyoro
  - Omukama: Kabalega (1869–1898)

- Burundi
  - König: Mwezi IV. Gisabo (1850–1908)

- Liberia
  - Präsident William D. Coleman (1896–11. Dezember 1900)

- Marokko
  - Sultan: Abd al-Aziz (1873–1908)

- Ruanda
  - König: Yuhi V. (1896–1931)

- Kalifat von Sokoto
  - Kalif: 'Abdul-Rahman (1891–1902)

- Südafrikanische Republik
  - Staats- und Regierungschef: Präsident Paul Kruger (1883–1900)

- Sudan
  - Kalif: Abdallahi ibn Muhammad (1846–1899)

- Zulu
  - König Dinizulu ka Cetshwayo (1884–1913)

## Amerika

### Nordamerika
- Kanada
  - Staatsoberhaupt: Königin: Victoria (1867–1901)
    - Generalgouverneur: John Campbell Hamilton-Gordon, 7. Earl of Aberdeen (1893–1898)

  - Regierungschef: Premierminister: Wilfrid Laurier (1896–1911)

- Mexiko
  - Staats- und Regierungschef: Präsident: Porfirio Díaz (1876, 1877–1880, 1884–1911)

- Vereinigte Staaten von Amerika
  - Staats- und Regierungschef:
    - Präsident: Grover Cleveland (1885–1889, 1893–4. März 1897)
    - Präsident: William McKinley (4. März 1897–1901)

### Mittelamerika
- Costa Rica
  - Staats- und Regierungschef: Präsident Rafael Yglesias Castro (1894–1902)

- Dominikanische Republik
  - Staats- und Regierungschef: Präsident: Ulises Heureaux (1882–1884, 1887–1889, 1889–1899)

- El Salvador
  - Staats- und Regierungschef: Präsident Rafael Antonio Gutiérrez (1894–1898)

- Guatemala
  - Staats- und Regierungschef: Präsident José María Reina Barrios (1892–1898)

- Haiti
  - Staats- und Regierungschef: Präsident Tirésias Simon-Sam (1896–1902)

- Honduras
  - Staats- und Regierungschef: Präsident: Policarpo Bonilla (1894–1899)

- Nicaragua
  - Staats- und Regierungschef: Präsident José Santos Zelaya (1893–1909)

### Südamerika
- Argentinien
  - Staats- und Regierungschef: Präsident: José Evaristo Uriburu (23. Januar 1895–1898)

- Bolivien
  - Staats- und Regierungschef: Präsident: Severo Fernández (1896–1899)

- Brasilien
  - Staats- und Regierungschef: Präsident: Prudente de Morais (1894–1898)

- Chile
  - Staats- und Regierungschef: Präsident: Federico Errázuriz Echaurren (1896–1901)

- Ecuador
  - Staats- und Regierungschef: (übergangsweise) Präsident Eloy Alfaro (1895–1901)

- Kolumbien
  - Staats- und Regierungschef: Präsident Miguel Antonio Caro (1894–1898)

- Paraguay
  - Staats- und Regierungschef: Präsident Juan Bautista Egusquiza (1894–1898)

- Peru
  - Staats- und Regierungschef: Präsident: Nicolás de Piérola (1879–1881, 1895–1899)

- Uruguay
  - Staats- und Regierungschef:
    - Präsident Juan Idiarte Borda (1894–25. August 1897)
    - (amtierend) Senatspräsident Juan Lindolfo Cuestas (25. August 1897–1898)

- Venezuela
  - Staats- und Regierungschef: Präsident Joaquín Crespo (1892–1898)

## Asien
- Abu Dhabi
  - Staatsoberhaupt: Emir Zayed I. (1855–1909)

- Adschman
  - Scheich: Humaid II. (1891–1900)

- Afghanistan
  - Herrscher: Emir Abdur Rahman Khan (1880–1901)

- Bahrain
  - Staatsoberhaupt: Emir Isa I. (1869–1932)

- China (Qing-Dynastie)
  - Herrscher: Kaiser Guangxu (1875–1908)

- Britisch-Indien
  - Staatsoberhaupt: Kaiserin Victoria (1877–1901)
  - Vizekönig: Victor Bruce (1894–1899)

- Japan
  - Staatsoberhaupt:Kaiser: Mutsuhito (1867–1912)
  - Regierungschef:
    - Premierminister Matsukata Masayoshi (1891–1892, 1896–1898)

- Korea
  - Herrscher: Kaiser Gojong (1897–1907)

- Kuwait
  - Staatsoberhaupt: Emir Mubarak (1896–1915)

- Nepal
  - Staatsoberhaupt: König Prithvi (1881–1911)
  - Regierungschef: Ministerpräsident Bir Shamsher Jang Bahadur Rana (1885–1901)

- Oman
  - Staatsoberhaupt: Sultan Faisal ibn Turki (1888–1913)

- Persien (Kadscharen-Dynastie)
  - Staatsoberhaupt: Schah: Mozaffar ad-Din Schah (1896–1907)

- Thailand
  - Staatsoberhaupt: König: Chulalongkorn (1868–1910)

## Australien und Ozeanien
- Australien:
  - Staatsoberhaupt: Königin Victoria
  - New South Wales
    - Gouverneur: Henry Brand, 2. Viscount Hampden (1895–1899)
    - Premierminister: George Reid (1894–1899)

  - Queensland
    - Gouverneur: Charles Cochrane-Baillie, 2. Baron Lamington (1896–1901)
    - Premierminister: Hugh Nelson (1893–1898)

  - South Australia
    - Gouverneur: Sir Thomas Buxton, 3. Baronet (1895–1899)
    - Premierminister: Charles Kingston (1893–1899)

  - Tasmanien
    - Gouverneur: Jenico Preston, 14. Viscount Gormanston (1893–1900)
    - Premierminister: Sir Edward Braddon (1894–1899)

  - Victoria
    - Gouverneur: Thomas Brassey, 1. Baron Brassey (1895–1900)
    - Premierminister: George Turner (1894–1899)

  - Western Australia
    - Gouverneur: Sir Gerard Smith (1895–1901)
    - Premierminister: Sir John Forrest (1890–1901)

- Hawaii
  - Staatsoberhaupt: Präsident Sanford Dole (1894–1900)

- Neuseeland
  - Staatsoberhaupt: Königin Victoria
  - Gouverneur:
    1. David Boyle, 7. Earl of Glasgow (1892 bis 8. Februar 1897)
    2. James Prendergast (8. Februar bis 9. August 1897)
    3. Uchter Knox, 5. Earl of Ranfurly (9. August 1897 bis 1904)

  - Regierungschef: Premierminister: Richard Seddon (1893–1906)

- Tonga
  - Staatsoberhaupt: König George Tupou II. (1893–1918)

## Europa
- Andorra
  - Co-Fürsten:
    - Staatspräsident von Frankreich: Félix Faure (1895–1899)
    - Bischof von Urgell: Salvador Casañas i Pagès (1879–1901)

- Belgien
  - Staatsoberhaupt: König Leopold II. (1865–1909)
  - Regierungschef: Ministerpräsident Paul de Smet de Naeyer (1896–1899, 1899–1907)

- Bulgarien
  - Fürst: Ferdinand I. (1887–1918) (ab 1908 Zar)

- Dänemark
  - Staatsoberhaupt: König: Christian IX. (1863–1906)
  - Regierungschef:
    - Ministerpräsident Tage Reedtz-Thott (1894–23. Mai 1897)
    - Ministerpräsident Hugo Egmont Hørring (23. Mai 1897–1900)

- Deutsches Reich
  - Kaiser: Wilhelm II. (1888–1918)
    - Reichskanzler: Chlodwig Fürst zu Hohenlohe-Schillingsfürst (1894–1900)

  - Anhalt
    - Herzog: Friedrich I. (1871–1904)
      - Staatsminister: Kurt von Koseritz (1892–1902)

  - Baden
    - Großherzog: Friedrich I. (1856–1907)
      - Staatsminister: Wilhelm Nokk (1893–1901)

  - Bayern
    - König: Otto I. (1886–1913)
      - Regent: Prinzregent Luitpold (1886–1912)
        - Vorsitzender im Ministerrat: Friedrich Krafft Graf von Crailsheim (1890–1903)

  - Braunschweig
    - Regent: Prinz Albrecht von Preußen (1885–1906)

  - Bremen
    - Bürgermeister: Albert Gröning (1895, 1897, 1900, 1902)

  - Reichsland Elsaß-Lothringen
    - Kaiserlicher Statthalter: Hermann Fürst zu Hohenlohe-Langenburg (1894–1907)
    - Staatssekretär des Ministeriums für Elsaß-Lothringen: Maximilian von Puttkamer (1887–1901)

  - Hamburg
    - Erster Bürgermeister: Johannes Versmann (1887–1888, 1891, 1894; 1897)

  - Hessen-Darmstadt
    - Großherzog: Ernst Ludwig (1892–1918)
      - Präsident des Gesamtministeriums: Jakob Finger (1884–1898)

  - Lippe
    - Fürst: Alexander (1895–1905)
      - Regent: Adolf zu Schaumburg-Lippe (1895–1897)
      - Regent: Ernst Graf zu Lippe-Biesterfeld (1897–1904)

  - Lübeck
    - Bürgermeister: Wilhelm Brehmer (1897–1898, 1901–1902)

  - Mecklenburg-Schwerin
    - Großherzog: Friedrich Franz III. (1883–1897)
    - Großherzog: Friedrich Franz IV. (1897–1918) (bis 1901 unter Vormundschaft)
      - Regent: Johann Albrecht (1897–1901)
        - Präsident des Staatsministeriums: Alexander von Bülow (1886–1901)

  - Mecklenburg-Strelitz
    - Großherzog: Friedrich Wilhelm (1860–1904)
      - Staatsminister: Friedrich von Dewitz (1885–1907)

  - Oldenburg
    - Großherzog: Nikolaus Friedrich Peter (1853–1900)
      - Staatsminister: Günther Jansen (1890–1900)

  - Preußen
    - König: Wilhelm II. (1888–1918)
      - Ministerpräsident: Chlodwig Fürst zu Hohenlohe-Schillingsfürst (1894–1900)

  - Reuß ältere Linie
    - Fürst: Heinrich XXII. (1859–1902)

  - Reuß jüngere Linie
    - Fürst: Heinrich XIV. (1867–1913)

  - Sachsen
    - König: Albert (1873–1902)
      - Vorsitzender des Gesamtministeriums: Heinrich Rudolf Schurig (1895–1901)

  - Sachsen-Altenburg
    - Herzog: Ernst I. (1853–1908)

  - Sachsen-Coburg und Gotha
    - Herzog: Alfred (1893–1900)
      - Staatsminister: Karl Friedrich von Strenge (1891–1900)

  - Herzogtum Sachsen-Meiningen
    - Herzog: Georg II. (1866–1914)

  - Sachsen-Weimar-Eisenach
    - Großherzog: Carl Alexander (1853–1901)

  - Schaumburg-Lippe
    - Fürst: Georg (1893–1911)

  - Schwarzburg-Rudolstadt
    - Fürst: Günther Victor (1890–1918)

  - Schwarzburg-Sondershausen
    - Fürst: Karl Günther (1880–1909)

  - Waldeck und Pyrmont (seit 1968 durch Preußen verwaltet)
    - Fürst: Friedrich (1893–1918)
    - Preußischer Landesdirektor: Johannes von Saldern (1886–1907)

  - Württemberg
    - König: Wilhelm II. (1891–1918)
      - Präsident des Staatsministeriums: Hermann von Mittnacht (1876–1900)

- Frankreich
  - Staatsoberhaupt: Präsident: Félix Faure (1895–1899)
  - Regierungschef: Präsident des Ministerrates Félix Jules Méline (1896–1898)

- Griechenland
  - Staatsoberhaupt: König: Georg I. (1863–1913)
  - Regierungschef:
    - Ministerpräsident Theodoros Deligiannis (1877–1878, 1885–1886, 1890–1892, 1895–30. April 1897, 1902–1903, 1904–1905)
    - Ministerpräsident Dimitrios Rallis (30. April 1897–3. Oktober 1897, 1903, 1905, 1909, 1920–1921)
    - Ministerpräsident Alexandros Zaimis (3. Oktober 1897–1899, 1901–1902, 1915, 1916, 1917, 1926–1928) (1929–1935 Präsident)

- Italien
  - Staatsoberhaupt: König: Umberto I. (1878–1900)
  - Regierungschef: Ministerpräsident Antonio Starabba di Rudinì (1891–1892, 1896–29. Juni 1898)

- Liechtenstein
  - Staats- und Regierungschef: Fürst Johann II. (1858–1929)

- Luxemburg
  - Staatsoberhaupt: Großherzog: Adolf I. (1890–1905) (1839–1866 Herzog von Nassau)
  - Regierungschef: Premierminister Paul Eyschen (1888–1915)

- Monaco
  - Staats- und Regierungschef: Fürst: Albert I. (1889–1922)

- Montenegro
  - Fürst: Nikola I. Petrović Njegoš (1860–1918) (ab 1910 König)

- Neutral-Moresnet
  - König von Belgien: Leopold II. (1865–1909)
  - König von Preußen: Wilhelm II. (1888–1918)

- Niederlande
  - Staatsoberhaupt: Königin: Wilhelmina (1890–1948)
  - Regierungschef:
    - Ministerpräsident Joan Baron Röell (1894–1897)
    - Ministerpräsident Nicolaas Pierson (1897–1901)

- Norwegen (1814–1905 Personalunion mit Schweden)
  - Staatsoberhaupt: König: Oskar II. (1872–1905)
  - Regierungschef: Ministerpräsident Francis Hagerup (1895–1898)

- Osmanisches Reich:
  - Staatsoberhaupt: Sultan: Abdülhamid II. (1876–1909)
  - Regierungschef: Großwesir Halil Rıfat Pascha (1895–1901)

- Österreich-Ungarn
  - Kaiser: Franz Joseph I. (1848–1916)
  - Regierungschef von Cisleithanien:
    - Ministerpräsident Kasimir Felix Graf von Badeni (1895–30. November 1897)
    - Ministerpräsident Paul Gautsch Freiherr von Frankenthurn (30. November 1897–1898, 1904–1906)

  - Regierungschef von Transleithanien: Ministerpräsident Dezső Bánffy (1895–1899)

- Portugal
  - Staatsoberhaupt: König Karl I. (1889–1908)
  - Regierungschef:
    - MinisterpräsidentErnesto Rodolfo Hintze Ribeiro (1893–5. Februar 1897, 1900–1904, 1906)
    - Ministerpräsident José Luciano de Castro (1886–1890, 1897–26. Juli 1900, 1904–1906)

- Rumänien
  - Staatsoberhaupt: König Karl I. (1866–1914) (bis 1881 Fürst)
  - Regierungschef:
    - Ministerpräsident Petre S. Aurelian (1896–1897)
    - Ministerpräsident Dimitrie Sturdza (1895–1896, 1897–1899, 1901–1905, 1907–1909)

- Russland
  - Kaiser: Nikolaus II. (1894–1917)

- Schweden
  - Staatsoberhaupt: König: Oskar II. (1872–1907) (1872–1905 König von Norwegen)
  - Regierungschef: Ministerpräsident Erik Gustaf Boström (1891–1900, 1902–1905)

- Schweiz[1]
  - Bundespräsident: Walter Hauser (1892, 1900)
  - Bundesrat:
    - Adolf Deucher (1883–1912)
    - Walter Hauser (1889–1902)
    - Josef Zemp (1892–1908)
    - Eduard Müller (1895–1919)
    - Ernst Brenner (1897–1911)
    - Robert Comtesse (1. Januar 1900–1912)
    - Marc-Emile Ruchet (1. Januar 1900–1912)

- Serbien
  - Staatsoberhaupt: König: Aleksandar Obrenović (1889–1903)
  - Regierungschef:
    - Ministerpräsident Vladan Đorđević (1897–24. Juli 1900)

- Spanien
  - Staatsoberhaupt: König: Alfons XIII. (1886–1941)
  - Regentin: Maria Christina (1885–1902)
  - Regierungschef:
    - Ministerpräsident Antonio Cánovas del Castillo (1895–8. August 1897)
    - Ministerpräsident Marcelo Azcárraga Palmero (8. August – 4. Oktober 1897)
    - Ministerpräsident Práxedes Mateo Sagasta (1872–1872, 1874, 1881–1883, 1885–1890, 1892–1895, 4. Oktober 1897–1899)

- Ungarn
  - Staatsoberhaupt: König Franz Joseph I. (1848–1916) (1848–1916 König von Böhmen, 1848–1916 Kaiser von Österreich)

- Vereinigtes Königreich
  - Staatsoberhaupt: Königin Victoria (1837–1901) (1877–1901 Kaiserin von Indien)
  - Regierungschef: Premierminister Robert Gascoyne-Cecil, 3. Marquess of Salisbury (1885–1886, 1886–1892, 1895–1902)